# فهرست پایگاه‌های نظامی ایالات متحده آمریکا

کشورهای دارای پایگاه‌ها و تأسیسات نظامی ایالات متحده آمریکا

نقشه تأسیسات کوچک نظامی، محدوده‌ها و مناطق آموزشی در ایالات متحده آمریکا

این فهرست پایگاه‌های نظامی ایالات متحده آمریکا در آمریکا و سرتاسر جهان است که در اختیار هستند یا مورد استفاده قرار می‌گیرند. این فهرست، فقط پایگاه‌های فعلی یا اخیراً بسته‌شده را شرح می‌دهد.

## پایگاه‌های مشترک بیننیروهای مسلح ایالات متحده آمریکا

### داخلی
- پنتاگون
- پایگاه شکاری المندورف-ریچاردسن، واقع در ۱۲ کیلومتری شمال انکوریج، آلاسکا
- پایگاه شکاری هاربر-هیکام، واقع در ۱۱ کیلومتری شمال غربی هونولولو، هاوایی
- پایگاه شکاری مک‌گوآیر-دیکس-لیک‌هرست، واقع در ۲۹ کیلومتری جنوب ترنتون، نیوجرسی
- پایگاه شکاری چارلستن، واقع در ۸ کیلومتری شرق چارلستون شمالی، کارولینای جنوبی
- پایگاه مشترک سن آنتونیو، واقع در ۸ کیلومتری شمال سن آنتونیو، تگزاس
- پایگاه مشترک لنگلی-یوستیس، واقع در ۱۲ کیلومتری شرق نیوپورت نیوز، ویرجینیا
- منطقه مشترک ماریاناس، ترکیبی از پایگاه نیروی دریایی گوام، پایگاه نیروی هوایی اندرسن و پایگاه نیروی دریایی کمپ بلاز
- پایگاه مشترک مایر-هندرسون سالن، واقع در ۱ کیلومتری شمال غربی آرلینگتون، ویرجینیا
- پایگاه اعزامی مشترک - نهر کوچک، واقع در ۲۰ کیلومتری شمال غربی ویرجینیا بیچ، ویرجینیا
- پایگاه شکاری لوئیس-مک‌کرود، واقع در ۱۷ کیلومتری جنوب غربی تاکوما (واشینگتن)
- پایگاه مشترک آناکوستیا-بولینگ، واقع در ۱۱ کیلومتری جنوب واشینگتن، دی.سی.
- پایگاه شکاری اندروز، واقع در ۲۲ کیلومتری جنوب واشینگتن، دی.سی.

### خارجی
- نیروهای ذخیره جنگ در بسیاری از کشورهای خارجی واقع شده‌ است.

#### استرالیا
- پاین گپ، تأسیسات دفاعی مشترک پاین گپ (JDFPG)، نزدیک آلیس اسپرینگز، قلمرو شمالی.
- ایستگاه ارتباطی نیروی دریایی هارولد ای. هولت، واقع در ساحل شمال غربی استرالیا، در ۶ کیلومتری شمال شهر اکسماوث، استرالیای غربی.
- پادگان رابرتسون، واقع در داروین قلمرو شمالی.
- ایستگاه ارتباطات ماهواره ای دفاعی استرالیا، واقع در نزدیکی کجارنا ۳۰ کیلومتری شرق جرالدتون، استرالیای غربی.
- پایگاه‌های آمریکایی دیگری هم در استرالیا حضور دارند اما این فهرست شامل پایگاه‌های نیروی دفاع استرالیا با دسترسی آمریکا نمی‌شود. نیروهای مسلح ایالات متحده آمریکا، به تمام مناطق اصلی آموزشی نیروی دفاع استرالیا، فرودگاه‌های نیروی هوایی سلطنتی استرالیا در استرالیای شمالی، تأسیسات بندری در داروین، فریمنتل، پایگاه دریایی استرلینگ در پرث و فرودگاه جزایر کوکوس در اقیانوس هند دسترسی دارد.[۱][۲][۳][۴][۵]

#### عراق
- تقریباً ۲۵۰۰ سرباز آمریکایی در عراق وجود دارد[۶] که در چندین پایگاه در عراق و سایر پایگاه‌های کردستان عراق پراکنده شده‌اند[۷] و به‌عنوان پایگاه آموزشی برای نیروهای عراقی و کردی[۸] و همچنین راه‌اندازی عملیات، علیه اهدافی در سوریه استفاده می‌شوند.[۹]

| - استان انبار - پایگاه هوایی عین الاسد - پایگاه هوایی حبانیه - استان بغداد - کمپ پیروزی - استان دهوک - میدان آتروش | - استان اربیل - پایگاه هوایی الحریر - فرودگاه بین‌المللی اربیل - استان نینوا - کاریز نزدیک زمار - استان صلاح‌الدین - پایگاه شکاری بلد |

#### نیجر
آمریکا، پایگاه‌های پهپادی را از سه نقطه در سراسر نیجر اداره می‌کند. این مکان‌ها توسط چند صد نیروی عملیات ویژه آمریکا در نقش غیر جنگی، به ارتش نیجریه در آموزش و نظارت کمک می‌کنند.
- آرلیت[۱۱][۱۲][۱۳]
- پایگاه هوایی ۲۰۱ نیجر، اغادیز[۱۱][۱۴]
- نیامی[۱۱]

#### سوریه
- پادگان التنف

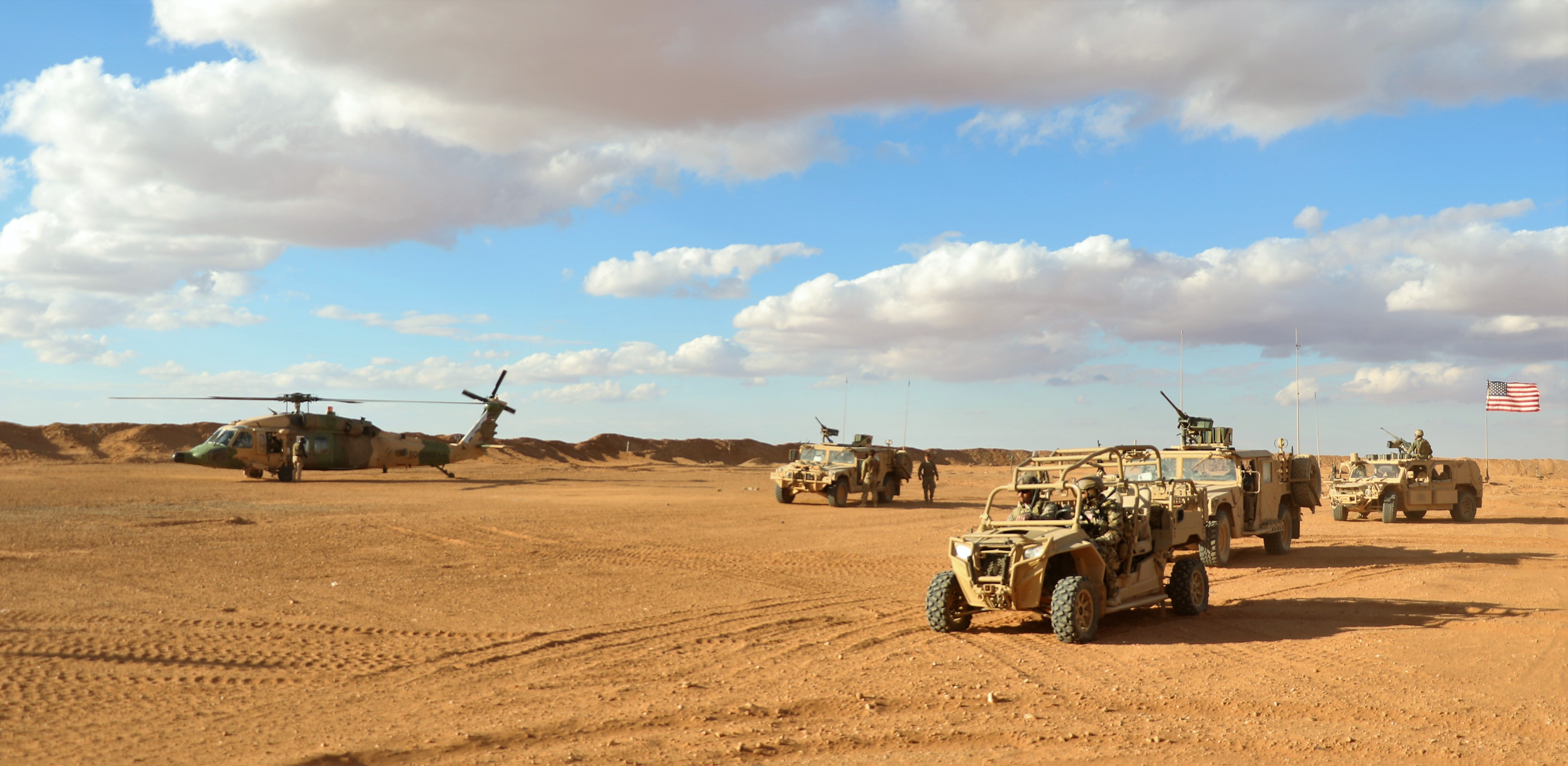
منطقه فرود در پادگان التنف، سوریه

تقریباً ۱۵۰۰ تا ۲۰۰۰ نیروی آمریکایی در سوریه وجود داشت که در ۱۲ تأسیسات مختلف پراکنده شده بودند و به عنوان پایگاه آموزشی برای شورشیان کرد استفاده می‌شدند. این سربازان در اکتبر ۲۰۱۹ از سوریه به غرب عراق عقب‌نشینی کردند. در همین حال، مجله نیویورک تایمز گزارش داد که پنتاگون در نظر دارد ۱۵۰ نیروی عملیات ویژه را در پایگاهی به نام التنف، جایی که ایالات متحده در حال آموزش شورشیان ارتش آزاد سوریه است، نگه دارد. علاوه بر این، ۲۰۰ سرباز آمریکایی برای جلوگیری از پیشروی در منطقه توسط داعش، دولت سوریه و نیروهای روسیه، در شرق سوریه، در نزدیکی میادین نفتی باقی خواهند ماند.
به گفته رئیس هیئت جمهوری عربی سوریه در مذاکرات آستانه، حضور آمریکا در سوریه «غیرقانونی» و «بدون رضایت دولت» است.

## پایگاه‌هاینیروی زمینی ایالات متحده آمریکا

### داخلی

#### آلاباما
- Anniston Army Depot
- Fort Novosel
- Redstone Arsenal
- Fort McClellan (ARNG training site/base)[نیازمند منبع]

#### ساموآی آمریکایی
- Pele U.S. Army Reserve Center & Coast Guard Marine Safety Detachment Samoa[نیازمند منبع]

#### آلاسکا
- Fort Greely
- Fort Wainwright
- Joint Base Elmendorf–Richardson

#### آریزونا
- Camp Navajo (ARNG)
- Davis-Monthan AFB
- Fort Huachuca
- Luke AFB
- Yuma Proving Ground

#### آرکانزاس
- Robinson Maneuver Training Center (ARNG)
- Fort Chaffee Maneuver Training Center (ARNG)
- Pine Bluff Arsenal
- Little Rock AFB

#### کالیفرنیا
- Beale Air Force Base
- Camp Cooke
- Camp Haan
- Camp Roberts (ARNG)
- Camp San Luis Obispo (ARNG)
- Coast Guard Air Station Sacramento
- Fort Hunter Liggett
- Fort Irwin
- Los Alamitos Joint Forces Training Base
- Los Angeles AFB
- Military Ocean Terminal Concord
- Naval Air Station North Island
- Parks Reserve Forces Training Area
- Presidio of Monterey
- San Joaquin Depot[۲۱]
  - Sharpe Facility[۲۲]
  - Stockton's Rough & Ready Island[۲۳]
  - Tracy Facility[۲۴][۲۵]
- Sierra Army Depot

#### کلرادو
- Buckley Space Force Base
- Cheyenne Mountain Space Force Station
- Fort Carson
- Fort Logan National Cemetery
- Peterson Space Force Base
- Pueblo Chemical Depot
- Rocky Mountain Arsenal
- Schriever Space Force Base
- U.S. Air Force Academy

#### کنتیکت
- Camp Nett (ARNG)[نیازمند منبع]

#### دلاور
- Bethany Beach Training Site (ARNG)[۲۶]

#### منطقه کلمبیا
- Fort Lesley J. McNair
- Joint Base Anacostia Bolling

#### فلوریدا
- Camp Blanding (ARNG)
- Eglin Air Force Base
- Hurlburt Field
- MacDill Air Force Base
- Patrick Space Force Base
- Tyndall Air Force Base
- Naval Air Station Jacksonville
- Naval Station Mayport
- Shades of Green (Morale, Welfare and Recreation (MWR) Resort)

#### جورجیا
- Camp Frank D. Merrill[نیازمند منبع]
- Fort Gordon (Fort Eisenhower)
- Fort Moore
- Fort Stewart
- Hunter Army Airfield

#### هاوایی
- Fort DeRussy (MWR Resort)
  - Hale Koa Hotel
- Fort Shafter
- Kunia Field Station[نیازمند منبع]
- Pohakuloa Training Area
- Schofield Barracks
- Tripler Army Medical Center
- Wheeler Army Airfield

#### آیداهو
- MTA Gowen Field Boise (ARNG)
- Orchard Range TS Boise (ARNG)[نیازمند منبع]
- TS Edgemeade Mountain Home (ARNG)[نیازمند منبع]

#### ایلینوی
- Camp Lincoln (ARNG)[نیازمند منبع]
- Charles M. Price Support Center
- Rock Island Arsenal

#### ایندیانا
- Camp Atterbury (ARNG)
- Fort Benjamin Harrison
- Muscatatuck Urban Training Center

#### آیووا
- Camp Dodge
- Fort Des Moines (ARNG)
- Iowa Army Ammunition Plant

#### کانزاس
- Fort Leavenworth
- Fort Riley
- Great Plains Joint Training Center (ARNG)

#### کنتاکی
- Blue Grass Army Depot
- Fort Campbell
- Fort Knox

#### لوئیزیانا
- Barksdale Air Force Base
- Camp Beauregard (Louisiana National Guard Training Center Pineville)
- Fort Johnson

#### مین
- MTA Deepwoods (ARNG)[نیازمند منبع]
- MTA Riley-Bog Brook (ARNG)[نیازمند منبع]
- TS Caswell (ARNG)[نیازمند منبع]
- TS Hollis Plains (ARNG)[نیازمند منبع]

#### مریلند
- Aberdeen Proving Ground
- Camp Fretterd Military Reservation (ARNG)
- Fort Detrick
- Fort George G. Meade
- Joint Base Andrews

#### ماساچوست
- Camp Curtis Guild (ARNG)
- Camp Edwards (ARNG)
- Fort Devens
- Natick Army Soldiers Systems Center

#### میشیگان
- Camp Grayling (ARNG)
- Detroit Arsenal
- Fort Custer (ARNG)
- Selfridge Air National Guard Base

#### مینه‌سوتا
- Camp Ripley (ARNG)

#### می‌سی‌سی‌پی
- Camp McCain (ARNG)[نیازمند منبع]
- Camp Shelby
- Mississippi Ordnance Plant[نیازمند منبع]

#### میسوری
- Camp Clark, Missouri (ARNG)[نیازمند منبع]
- Fort Leonard Wood

#### مونتانا
- Fort William Henry Harrison (ARNG)

#### نبراسکا
- Camp Ashland (ARNG)

#### نوادا
- Hawthorne Army Ammunition Depot
- Nellis AFB

#### نیوهمپشایر
- Center Strafford Training Site (ARNG)[نیازمند منبع]

#### نیوجرسی
- Fort Dix, part of Joint Base McGuire–Dix–Lakehurst
- Picatinny Arsenal

#### نیومکزیکو
- Kirtland AFB
- Los Alamos Demolition Range[نیازمند منبع]
- White Sands Missile Range

#### نیویورک
- Camp Smith (New York) (ARNG)
- Fort Drum
- Fort Hamilton
- United States Military Academy
- Watervliet Arsenal

#### کارولینای شمالی
- Camp Butner (ARNG)
- Camp Davis
- Camp Mackall
- Fort Liberty
- Military Ocean Terminal Sunny Point
- Seymour Johnson Air Force Base[نیازمند منبع]

#### داکوتای شمالی
- Camp Grafton (ARNG)

#### اوهایو
- Camp Perry (ARNG)
- Camp Ravenna Joint Military Training Center (ARNG)
- Camp Sherman (ARNG)
- Wright-Patterson Air Force Base

#### اوکلاهما
- Camp Gruber (ARNG)
- Fort Sill
- McAlester Army Ammunition Plant
- Tinker AFB
- Altus AFB

#### اورگان
- Camp Rilea (ARNG)

#### پنسیلوانیا
- Carlisle Barracks
- Fort Indiantown Gap (ARNG)
- Harrisburg Military Post (ARNG)
- Letterkenny Army Depot
- New Cumberland Army Depot
- Tobyhanna Army Depot

#### پورتوریکو
- Army National Guard Aviation Support Facility (ARNG)
- Camp Santiago (ARNG)
- Fort Allen (ARNG)
- Fort Buchanan
- Roosevelt Roads Army Reserve Base

#### رود آیلند
- Camp Fogarty (East Greenwich, RI) (ARNG)[نیازمند منبع]
- Camp Varnum (ARNG)
- Fort Greene (USAR)

#### کارولینای جنوبی
- Fort Jackson (Army Basic Training Center)
- Charleston Air Force Base (part of Joint Base Charleston - AF/USN)
- McEntire Joint National Guard Base (ARNG/ANG)
- South Carolina National Guard Training Center at Rock Hill[نیازمند منبع]
- Clarks Hill Training Center (ARNG)[نیازمند منبع]
- Marine Corps Recruit Depot Parris Island
- Marine Corps Air Station (Beaufort) MCAS

#### داکوتای جنوبی
- Fort Meade (ARNG)

#### تنسی
- Holston Army Ammunition Plant
- Kingston Demolition Range
- Milan Army Ammunition Plant

#### تگزاس
- Camp Bowie
- Camp Bullis
- Camp Mabry
- Camp Maxey
- Camp Stanley
- Camp Swift
- Corpus Christi Army Depot
- Fort Bliss
- Fort Cavazos
- Fort Sam Houston, part of Joint Base San Antonio
- Fort Wolters (ARNG)
- Martindale Army Airfield[نیازمند منبع]
- Red River Army Depot

#### یوتا
- Camp W. G. Williams (ARNG)
- Dugway Proving Ground
- Fort Douglas (USAR)
- Tooele Army Depot
- Hill AFB

#### ورمونت
- Camp Ethan Allen Training Site (ARNG)
- Camp Johnson (ARNG)

#### ویرجینیا
- Camp Pendleton State Military Reservation (ARNG)
- Fort A.P. Hill (Fort Walker)
- Fort Barfoot (ARNG)
- Fort Belvoir
- Fort Eustis, part of Joint Base Langley-Eustis
- Fort Gregg-Adams
- Fort McNair (part of Joint Base Myer–Henderson Hall)
- Fort Myer (part of Joint Base Myer–Henderson Hall)
- The Judge Advocate General's Legal Center and School
- Quantico Military Reservation
- National Ground Intelligence Center
- Radford Army Ammunition Plant
- Warrenton Training Center

#### واشینگتن
- Camp Murray (ANG/ARNG)
- Fort Lewis, part of Joint Base Lewis-McChord
- Yakima Training Center

#### ویرجینیای غربی
- Camp Dawson West Virginia Training Area (ARNG)

#### ویسکانسین
- Fort McCoy
- Camp Williams (ARNG)

#### وایومینگ
- Guernsey Maneuver Area (ARNG)[نیازمند منبع]
- F. E. Warren AFB

### خارجی

#### بلژیک
- ستاد عالی نیروهای متفقین در اروپا

#### بوسنی و هرزگوین
- مقر ناتو سارایوو

#### بلغارستان
- مرکز لجستیک آیتوس، استان بورگاس
- پایگاه هوایی بزمر، استان یامبول
- پایگاه هوایی گرف ایگناتیوو، استان پلوودیف
- محدوده نوو سلو، استان اسلیون

#### کامرون
- منطقه اضطراری گاروا، گاروا[۲۷]

#### آلمان
- Bleidorn Housing Area,[نیازمند منبع] Ansbach
- Dagger Complex, Darmstadt Training Center Griesheim
- Edelweiss Lodge and Resort, Garmisch-Partenkirchen
- Lucius D. Clay Kaserne (formerly Wiesbaden Army Airfield), Wiesbaden-Erbenheim
- Germersheim Army Depot,[نیازمند منبع] Germersheim
- Grafenwöhr Training Area, Grafenwöhr/Vilseck
- Hohenfels Training Area/Joint Multinational Readiness Center, Hohenfels (Upper Palatinate)
- Husterhoeh Kaserne, Pirmasens
- Kaiserslautern Military Community
- Katterbach Kaserne, Ansbach
- Kelley Barracks, Stuttgart
- Kleber Kaserne,[نیازمند منبع] Kaiserslautern Military Community
- Lampertheim Training Area,[نیازمند منبع] Lampertheim
- Landstuhl Regional Medical Center, Landstuhl
- McCully Barracks,[نیازمند منبع] Wackernheim
- Miesau Army Depot,[نیازمند منبع] Miesau
- Oberdachstetten Storage Area,[نیازمند منبع] Ansbach
- Panzer Kaserne, Böblingen
- Patch Barracks, Stuttgart
- Pulaski Barracks,[نیازمند منبع] Kaiserslautern
- Rhine Ordnance Barracks,[نیازمند منبع] Kaiserslautern
- Robinson Barracks, Stuttgart
- Rose Barracks,[نیازمند منبع] Vilseck
- Sembach Kaserne, Kaiserslautern
- Sheridan Barracks,[نیازمند منبع] Garmisch-Partenkirchen
- Shipton Kaserne, Ansbach
- Smith Barracks,[نیازمند منبع] Baumholder
- Storck Barracks, Illesheim
- Stuttgart Army Airfield, Filderstadt
- Mainz-Kastel
- USAG Wiesbaden Military Training Area, Mainz, Gonsenheim/Mombach
- USAG Wiesbaden Training Area,[نیازمند منبع] Mainz Finthen Airport
- USAG Wiesbaden Radar Station,[نیازمند منبع] Mainz Finthen Airport
- Urlas Housing and Shopping Complex,[نیازمند منبع] Ansbach

#### اسرائیل
- تأسیسات رادار دیمونا[۲۸]

#### ایتالیا
- کمپ داربی، پیزا-لیورنو
- کمپ ادرل، ویچنزا
- کمپ رناتو دل دین، ویچنزا

#### عراق
- فهرست تأسیسات ارتش ایالات متحده آمریکا در عراق

#### ژاپن
فهرست تأسیسات ارتش ایالات متحده آمریکا در ژاپن
- فرودگاه کمپ زیما
- فورت باکنر
- انبار عمومی ساگامی
- ایستگاه توری

#### کوزوو
- کمپ باند استیل
- کمپ مونتیث (در اواسط سال ۲۰۰۷ به کوزوو منتقل شد)
- شهر فیلم، پریشتینا

#### کویت
- کمپ عریفجان
- کمپ بوهرینگ (سابقاً کمپ اودیری بود)
- کمپ پاتریوت (مشترک با پایگاه دریایی کویت)
- کمپ سرنیزه (مشترک با بندر آش شعیبه)

#### لیتوانی
- کمپ هرکوس، پابراده[۲۹]

#### لهستان
- کمپ کوشیوشکو (سابقاً اف‌اواس پوزنان)

#### کره جنوبی
- فهرست تأسیسات ارتش ایالات متحده آمریکا در کره جنوبی

## پایگاه‌هایسپاه تفنگداران دریایی ایالات متحده آمریکا

### داخلی
| آریزونا - MCAS Yuma California - MCLB Barstow - MCB Camp Pendleton - MCAS Miramar - MCRD San Diego - Mountain Warfare Training Center - MCAGCC 29 Palms فلوریدا - MCSF Blount Island جورجیا - MCLB Albany گوآم و جزایر ماریانای شمالی - Marine Corps Base Camp Blaz - part of Joint Region Marianas هاوایی - MCB Hawaii | کارولینای شمالی - MCAS Cherry Point - MCAS New River - MCB Camp Lejeune کارولینای جنوبی - MCAS Beaufort - MCRD Parris Island ویرجینیا - Henderson Hall - MCB Quantico واشینگتن، دی.سی. - Marine Barracks, Washington, D.C. |

### خارجی

#### آلمان
- کمپ پادگان تانک، ببلینگن

#### ژاپن
- Marine Corps Air Station Futenma, Okinawa
- Marine Corps Air Station Iwakuni, Yamaguchi Prefecture
- Marine Corps Base Camp Smedley D. Butler, Okinawa (Note: the following camps are dispersed throughout Okinawa but are all under the administration of the MCB complex.)
  - Camp Courtney
  - Camp Fuji, Shizuoka Prefecture
  - Camp Foster
  - Camp Gonsalves (Jungle Warfare Training Center)
  - Camp Hansen
  - Camp Kinser
  - Camp Lester
  - Camp McTureous
  - Camp Schwab

#### کره جنوبی
- کمپ موجوک[۳۰]

## پایگاه‌هاینیروی دریایی ایالات متحده آمریکا

### داخلی

#### کالیفرنیا
- Naval Air Weapons Station China Lake
- Naval Base Coronado
- Naval Air Station Lemoore
- Naval Postgraduate School
- Naval Base Point Loma
- Naval Base Ventura County
- Naval Base San Diego

#### کنتیکت
- Naval Submarine Base New London

#### فلوریدا
- Naval Air Station Jacksonville
- Naval Air Station Key West
- Naval Station Mayport
- Naval Air Warfare Center Training Systems Division
- Naval Support Activity Panama City
- Naval Air Station Pensacola
- Naval Air Station Whiting Field

#### جورجیا
- Naval Submarine Base Kings Bay

#### گوآم
- Naval Base Guam - part of Joint Region Marianas

#### هاوایی
- Pacific Missile Range Facility
- Joint Base Pearl Harbor Hickam

#### ایلینوی
- Naval Station Great Lakes

#### ایندیانا
- Naval Surface Warfare Center Crane Division

#### لوئیزیانا
- Naval Air Station Joint Reserve Base New Orleans

#### مین
- Portsmouth Naval Shipyard

#### مریلند
- Naval Support Activity Annapolis[۳۱]
- Naval Air Station Patuxent River
- Naval Support Facility Thurmont
- United States Naval Academy
- Indian Head Naval Surface Warfare Center
- Joint Base Andrews

#### می‌سی‌سی‌پی
- Naval Construction Battalion Center
- Naval Air Station Meridian

#### نوادا
- Naval Air Station Fallon

#### نیوجرسی
- NWS Earle
- Naval Support Activity Lakehurst - part of Joint Base McGuire–Dix–Lakehurst

#### نیویورک
- Naval Support Activity Saratoga Springs

#### رود آیلند
- NS Newport

#### کارولینای جنوبی
- Naval Support Activity Charleston

#### تنسی
- Naval Support Activity Mid-South

#### تگزاس
- Naval Air Station Corpus Christi
- Naval Air Station Joint Reserve Base Fort Worth
- Naval Air Station Kingsville

#### ویرجینیا
- Naval Support Activity South Potomac
- Joint Expeditionary Base–Little Creek
- Naval Station Norfolk
- Naval Air Station Oceana
- Surface Combat Systems Center Wallops Island[۳۲]
- Naval Weapons Station Yorktown

#### واشینگتن
- Naval Base Kitsap
- Naval Air Station Whidbey Island
- Naval Station Everett

#### واشینگتن، دی.سی.
- Washington Navy Yard
- United States Naval Research Laboratory

### خارجی

#### باهاما
- مرکز آزمون و ارزیابی زیردریایی اقیانوس اطلس

#### بحرین
- فعالیت پشتیبانی نیروی دریایی بحرین

#### قلمرو اقیانوس هند بریتانیا
- تأسیسات پشتیبانی نیروی دریایی دیگو گارسیا

#### کوبا
- پایگاه نیروی دریایی خلیج گوانتانامو

#### جیبوتی
- کمپ لمونیه

#### یونان
- فعالیت پشتیبانی نیروی دریایی سودا بای

#### ایسلند
- ایستگاه هوایی نیروی دریایی کفلاویک

#### ایتالیا
- فعالیت پشتیبانی نیروی دریایی ناپل
- ایستگاه هوایی نیروی دریایی سیگونلا

#### ژاپن
- Naval Air Facility Atsugi
- Misawa Air Base
- Naval Forces Japan, Okinawa
- United States Fleet Activities Sasebo
- United States Fleet Activities Yokosuka

#### لهستان
- تأسیسات پشتیبانی دریایی ردزیکوو[۳۳]

#### رومانی
- تأسیسات پشتیبانی دریایی دووسلو[۳۴]

#### سنگاپور
- هماهنگ‌کننده منطقه سنگاپور[۳۵]

#### کره جنوبی
- پایگاه دریایی بوسان، بوسان، گیونگنام، کره
- فعالیت‌های فرمانده ناوگان چینهه، چانگوون، گیونگنام، کره

#### اسپانیا
- ایستگاه دریایی روتا اسپانیا

## پایگاه‌هاینیروی هوایی ایالات متحده آمریکا

### داخلی
| - Maxwell Air Force Base - Clear Air Force Station - Eielson Air Force Base - Joint Base Elmendorf Richardson - Davis–Monthan Air Force Base - Luke Air Force Base - Little Rock Air Force Base - Beale Air Force Base - Edwards Air Force Base - March Joint Air Reserve Base - Travis Air Force Base - United States Air Force Academy - Dover Air Force Base - Eglin Air Force Base - Hurlburt Field - MacDill Air Force Base - Tyndall Air Force Base - Dobbins Air Reserve Base - Moody Air Force Base - Robins Air Force Base - Andersen Air Force Base - part of Joint Region Marianas - Joint Base Pearl Harbor Hickam Bellows Air Force Station - Mountain Home Air Force Base - Scott Air Force Base - Grissom Joint Air Reserve Base - McConnell Air Force Base - Barksdale Air Force Base - New Orleans Joint Reserve Base - Joint Base Andrews - Hanscom Air Force Base - Westover Joint Air Reserve Base - Selfridge Air National Guard Base - Columbus Air Force Base - Keesler Air Force Base - Whiteman Air Force Base - Malmstrom Air Force Base - Offutt Air Force Base | - Creech Air Force_Base - Nellis Air Force Base - McGuire Air Force Base - part of Joint Base McGuire-Dix-Lakehurst - Cannon Air Force Base - Holloman Air Force Base - Kirtland Air Force Base - Pope Air Force Base - Seymour Johnson Air Force Base - Grand Forks Air Force Base - Minot Air Force Base - Wright-Patterson Air Force Base - Altus Air Force Base - Tinker Air Force Base - Vance Air Force Base - Charleston Air Force Base - Shaw Air Force Base - Ellsworth Air Force Base - Arnold Air Force Base - Dyess Air Force Base - Ellington Field Joint Reserve Base - Goodfellow Air Force Base - Lackland Air Force Base - Laughlin Air Force Base - Randolph Air Force Base - Sheppard Air Force Base - Hill Air Force Base - Langley Air Force Base - Fairchild Air Force Base - McChord AFB, part of Joint Base Lewis-McChord - Bolling Air Force Base - Francis E. Warren Air Force Base |

### خارجی

#### آروبا
- فرودگاه بین‌المللی ملکه بئاتریکس (موقعیت امنیتی تعاونی فرماندهی جنوبی ایالات متحده آمریکا)

#### قلمرو اقیانوس هند بریتانیا
- تأسیسات پشتیبانی نیروی دریایی دیگو گارسیا

#### کوراسائو
- فرودگاه بین‌المللی هاتو (موقعیت امنیتی تعاونی فرماندهی جنوبی ایالات متحده آمریکا)

#### استونی
- پایگاه هوایی آمری

#### آلمان
- Ansbach
- NATO Air Base Geilenkirchen, Geilenkirchen
- Ramstein Air Base
- Spangdahlem Air Base
- Buchel Air base

#### هندوراس
- پایگاه هوایی سوتو کانو

#### ایتالیا
- Aviano Air Base
- Camp Darby (Pisa-Livorno)
- Sigonella Naval Air Station

#### ژاپن
- Kadena Air Base, Okinawa Prefecture
- Kanoya Airfield
- Misawa Air Base, Misawa, Aomori
- Yokota Air Base, Tokyo

#### کنیا
- کمپ سیمبا[۳۶]

#### کویت
- پایگاه هوایی احمد الجابر
- پایگاه هوایی علی السالم

#### لیتوانی
- پایگاه هوایی شیائولیایی، شیائولیایی

#### نیوزیلند
- فرودگاه بین‌المللی کرایست‌چرچ - عملیات انجماد عمیق

#### هلند
- پایگاه هوایی ولکل

#### لهستان
- پایگاه هوایی رحمت

#### پرتغال (آزور)
- فرودگاه لایس فیلد

#### قطر
- پایگاه هوایی العدید

#### رومانی
- پایگاه هوایی میخائیل کوگلنیچانو
- پایگاه کامپیا تورزی ایر

#### عربستان سعودی
- پایگاه هوایی شاهزاده سلطان

#### کره جنوبی
- پایگاه هوایی کونسان
- پایگاه هوایی اوسان

#### مناطق پایگاه مستقل آکروتیری و دکلیا (قبرس)
- آرای‌اف آکروتیری

#### اسپانیا
- پایگاه هوایی مورون

#### ترکیه
- پایگاه هوایی اینجرلیک
- ایستگاه هوایی ازمیر

#### بریتانیا
- RAF Alconbury, Huntingdonshire
- RAF Croughton, Northamptonshire
- RAF Fairford, Gloucestershire
- RAF Lakenheath, Brandon, Suffolk[۳۷]
- RAF Mildenhall, Mildenhall, Suffolk
- RAF Molesworth, Cambridgeshire

#### امارات متحده عربی
- پایگاه هوایی الظفره

## پایگاه‌هاینیروی فضایی ایالات متحده آمریکا

### داخلی
- Buckley Space Force Base, Colorado
- Cape Canaveral Space Force Station, Florida
- Cape Cod Space Force Station, Massachusetts
- Cavalier Space Force Station, North Dakota
- Cheyenne Mountain Space Force Station, Colorado
- Clear Space Force Station, Alaska
- Los Angeles Air Force Base, California
- Kaena Point Space Force Station, Hawaii
- New Boston Space Force Station, New Hampshire
- Patrick Space Force Base, Florida
- Peterson Space Force Base, Colorado
- Schriever Space Force Base, Colorado
- Vandenberg Space Force Base, California

### خارجی

#### گرینلند(دانمارک)
- پایگاه فضایی پیتوفیک

## پایگاه‌هایگارد ساحلی ایالات متحده آمریکا

### داخلی

#### قلمروهای ایالات متحده آمریکا
- یگان ایمنی دریایی سایپن جزایر ماریانای شمالی
- یگان ایمنی دریایی ساموآی آمریکا

### خارجی

#### بحرین
- نیروهای گشت‌زنی جنوب غرب آسیا
  - یواس‌سی‌جی‌سی چارلز مولتروپ
  - یواس‌سی‌جی‌سی رابرت گلدمن
  - یواس‌سی‌جی‌سی گلن هریس
  - یواس‌سی‌جی‌سی املن تونل
  - یواس‌سی‌جی‌سی مائویی
  - یواس‌سی‌جی‌سی مونوموی

#### کوبا
- پایگاه نیروی دریایی خلیج گوانتانامو[۳۸]

#### آلمان
- قانون دریایی و بین‌المللی-ستاد فرماندهی آفریقای ایالات متحده آمریکا[۳۹]

#### بریتانیا
- برنامه پشتیبانی اچ‌ام‌اس-پورتسموث[۴۰]

#### ژاپن
- فعالیت‌های یواس‌سی‌جی خاور دور[۴۱]

#### هلند
- فعالیت‌های یواس‌سی‌جی اروپا[۴۲]

#### عربستان سعودی
- نیروی حفاظت از زیرساخت‌های دریایی سعودی[۴۳]

#### سنگاپور
- فعالیت‌های خاور دور-سنگاپور[۴۴]